# 인드라
인드라(산스크리트어: इन्द्र)는 힌두교의 남신으로, 힌두교에서 데바와 스바르가의 왕으로 여겨지는 날씨의 신이다. 그는 하늘, 번개, 날씨, 천둥, 폭풍, 비 (날씨), 강물의 흐름, 전쟁과 관련이 있다.
인드라는 리그베다에서 가장 자주 언급되는 신이다. 그는 질서의 신으로서의 지위에 기반한 그의 힘으로 찬양받으며, 인간의 번영과 행복을 방해했던 아수라인 브리트라라는 위대한 악을 죽인 자로 찬양받는다. 인드라는 브리트라와 그의 "기만적인 세력"을 파괴하여 비와 햇빛을 가져옴으로써 인류의 구세주가 된다.
인드라의 중요성은 브라만교 이후의 인도 문학에서 감소하지만, 그는 여전히 다양한 신화적 사건에서 중요한 역할을 한다. 그는 강력한 영웅신으로 묘사된다.
비슈누 푸라나에 따르면, 인드라는 신들의 왕이 지니는 칭호이며, 이 칭호는 힌두 우주론에서 주기적인 시간의 기간인 만반타라마다 바뀐다. 각 만반타라에는 고유한 인드라가 있으며, 현재 만반타라의 인드라는 푸란다라라고 불린다.
인드라는 불교(팔리어: Indā) 및 자이나교 신화에서도 묘사된다. 인드라는 불교 전통의 윤회 교리 내에서 많이 추구되는 천인의 환생 영역을 다스린다. 그러나 브라만교 이후 힌두교 문헌과 마찬가지로, 인드라는 불교 문헌에서도 조롱의 대상이 되고 명목상의 존재로 격하되며, 환생을 겪는 신으로 묘사된다. 자이나교 전통에서는 불교 및 힌두교와 달리 인드라가 신들의 왕이 아니라 스바르가로카에 거주하는 초인간의 왕이며, 자이나교의 환생 우주론의 매우 중요한 부분이다. 그는 또한 그의 배우자 인드라니와 함께 자이나교의 티르탕카라 생애의 상서로운 순간을 기념하기 위해 나타나는데, 이는 스바르가에 거주하는 초인간의 왕과 여왕이 자이나교의 영적 여정을 경건하게 기념하는 것을 암시하는 도상학이다. 그는 그리스 신화의 제우스 또는 로마 신화의 유피테르와 대략적으로 동등하다. 인드라의 힘은 노르드 신화의 오딘, 페룬, 페르쿠나스, 잘모크시스, 타라니스, 토르와 같은 다른 인도유럽 신들과 유사하며, 더 큰 원시 인도유럽 신화의 일부이다.
인드라의 도상학은 그가 바즈라를 휘두르고 그의 바하나인 아이라바타를 타는 것을 보여준다. 인드라의 거처는 스바르가의 수도 아마라바티에 있지만, 그는 또한 메루산 (수메루라고도 불림)과도 관련이 있다.

## 어원 및 명명법

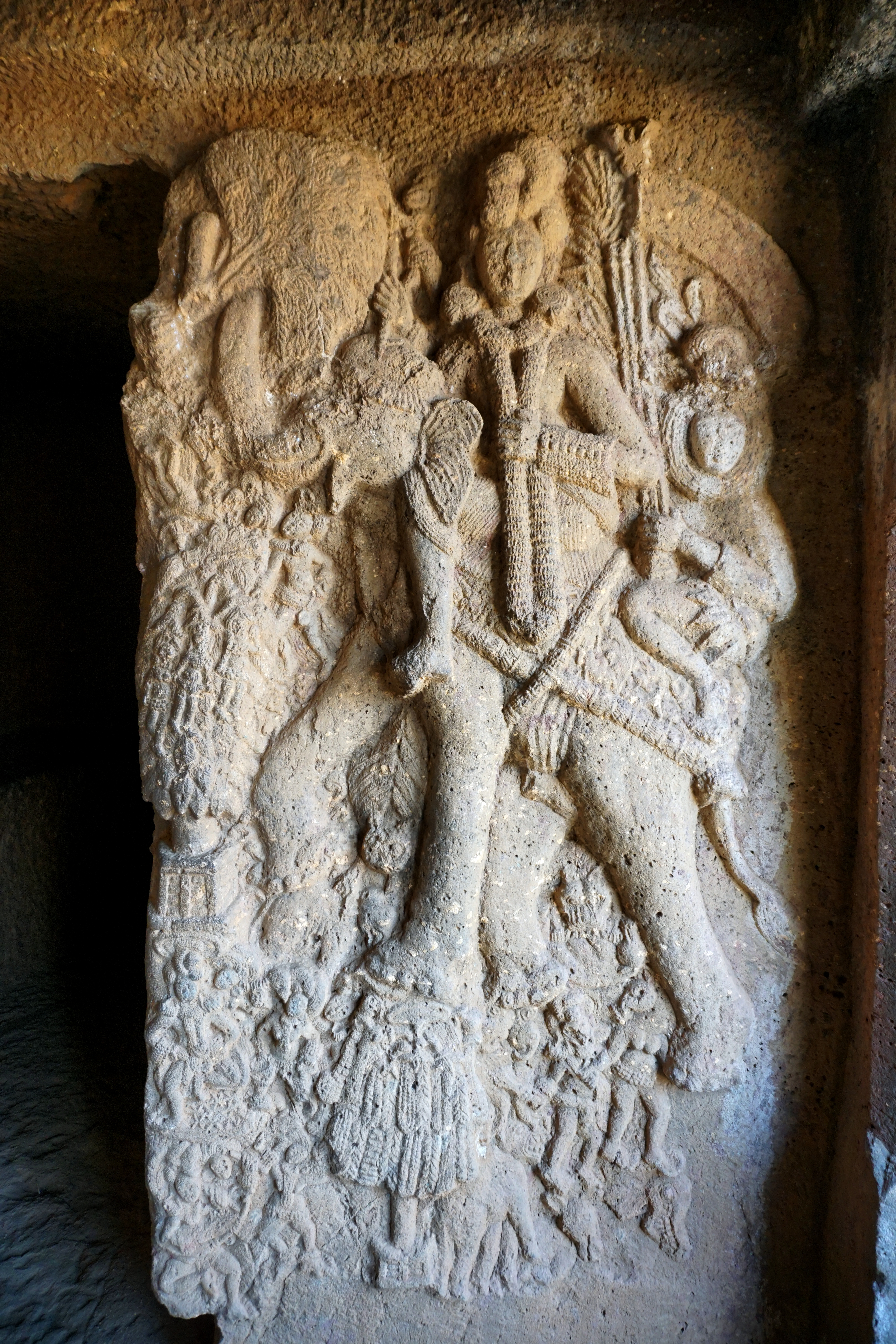
기원전 1세기 바자 동굴 (마하라슈트라)의 불교 동굴 19 입구를 지키는 코끼리를 탄 인드라.

인드라의 어원적 뿌리는 불분명하며, 19세기 이래로 많은 제안이 있었던 학자들 사이에서 논쟁의 대상이었다. 중요한 제안들은 다음과 같다:
- 뿌리 ind-u 또는 "정신"은 그가 비를 정복하고 땅으로 가져왔다는 브라만교 신화에 기반한다.[23][27]
- 뿌리 ind 또는 "큰 힘을 갖춘". 이것은 보파데바가 제안했다.[23]
- 뿌리 idh 또는 "정신", 그리고 ina 또는 "강한".[29][30]
- 뿌리 indha 또는 "점화자"는 생명의 활력(프라나)을 점화하는 빛과 힘(인드리야)을 가져오는 능력에 기반한다. 이것은 샤타파타 브라마나에 기반한다.[31]
- 뿌리 idam-dra 또는 "그것을 보는 자"는 자급자족적인 형이상학적 브라흐만을 처음으로 인지한 자에 대한 언급이다. 이것은 아이타레야 우파니샤드에 기반한다.[23]
- 고대 인도유럽어, 인도아리아어 신들의 뿌리.[32] 예를 들어, 존 콜라루소는 원시 인도유럽어 *h₂nḗr-, 그리스어 anēr, 사비네어 nerō, 아베스타어 nar-, 움브리아어 nerus, 고대 아일랜드어 nert, 파슈토어 nər, 오세티아어 나르트 등 모두 "가장 남자다운" 또는 "영웅"을 의미하는 단어들의 반사로서 인드라를 제안한다.[32]
- 고대 원시 우랄 이교의 뿌리, 아마도 고대 우랄족의 하늘 신 일마리넨에서 유래했을 수 있다.[33]

식민 시대 학자들은 인드라가 아베스타어 안드라, 고대 고지 독일어 *안트라 ("거인"), 또는 고대 교회 슬라브어 예드루 ("강한")와 어원적 뿌리를 공유한다고 제안했지만, 막스 뮐러는 이러한 제안들이 지지할 수 없다고 비판했다. 이후의 학자들은 브라만교 인드라를 체르케스어, 아바자어, 우비흐어 신화의 아이나르(위대한 자) 및 히타이트 신화의 인나라와 연관시켰다. 콜라루소는 폰틱 기원을 제안하며, 인도 종교에서 인드라의 음운론과 맥락 모두 인도아리아어 뿌리와 체르케스인 어원(즉, *인라)으로 가장 잘 설명된다고 한다. 현대 학자들은 이 이름이 아리아인들이 인도에 정착하기 전에 살았던 박트리아-마르기아나 고고학적 복합체에서 유래했다고 제안한다.

### 다른 언어
다른 언어에서는 그가 다음과 같이 알려져 있다.
- 아슈쿠누어: Indra
- 벵골어: ইন্দ্র (인드로)
- 버마어: သိကြားမင်း (my)
- 중국어: 因陀羅 (Yīntuóluó) 또는 帝釋天 (Dìshìtiān)
- 인도네시아어/말레이어: (Indera)
- 일본어: 帝釈天 (타이샤쿠텐).[36]
- 자와어: ꦧꦛꦫꦲꦶꦤᧀꦿ (바타라 인드라)
- 캄카타바리어: Inra
- 칸나다어: ಇಂದ್ರ (인드라)
- 크메르어: ព្រះឥន្ទ្រ (프레아 인 km)
- 한국어: 제석천

- 란나: ᩍᨶ᩠ᨴᩣ (인타) 또는 ᨻᩕ᩠ᨿᩣᩍᨶ᩠ᨴ᩼ (파 냐 인)
- 라오어: ພະອິນ (파 인) 또는 ພະຍາອິນ (파 냐 인)
- 말라얄람어: ഇന്ദ്രൻ (인드란)
- 몬어: ဣန် (인)
- 몽골어: Индра (인드라)
- 오리야어: ଇନ୍ଦ୍ର (인드로)
- 프라순어: Indr
- 싱할라어: ඉඳු (인두) 또는 ඉන්ද්‍ර (인드라)
- 따이르어: ᦀᦲᧃ (인) 또는 ᦘᦍᦱᦀᦲᧃ (파 야 인)
- 타밀어: இந்திரன் (인티란)
- 텔루구어: ఇంద్రుడు (인드루두 또는 인드라)
- 티베트어: དབང་པོ་ (드방 포)
- 태국어: พระอินทร์ (프라 인)
- 와이가리어: Indr

### 별칭
인드라는 인도 종교에서 샤크라 (शक्र, 강력한 자)를 포함해 많은 별칭을 가지고 있다.
- 브리산 (वृषन्, 강대한)
- 브리트라한 (वृत्रहन्, 브리트라를 죽인 자)
- 메가바하나 (मेघवाहन, 구름을 타는 자)
- 마가반 (मघवन्, 선물을 베푸는 자)
- 데바라자 (देवराज, 신들의 왕)
- 데벤드라 (देवेन्द्र, 신들의 군주)[37]
- 수렌드라 (सुरेन्द्र, 신들의 우두머리)
- 스바르가파티 (स्वर्गपति, 천상의 군주)
- 샤타크라투 (शतक्रतु, 100번의 희생을 행하는 자).
- 바즈라파니 (वज्रपाणि, 바즈라, 즉 번개를 휘두르는 자)
- 바사바 (वासव, 바수들의 군주)
- 푸란다라 (पुरंदर, 요새 파괴자)
- 카우시카 (कौशिक, 비슈바미트라는 인드라의 화신으로 태어났다)
- 샤친 또는 샤친드라 (शचीन, 샤치의 배우자).

- 파르잔야 (पर्जन्य, 비)

## 기원

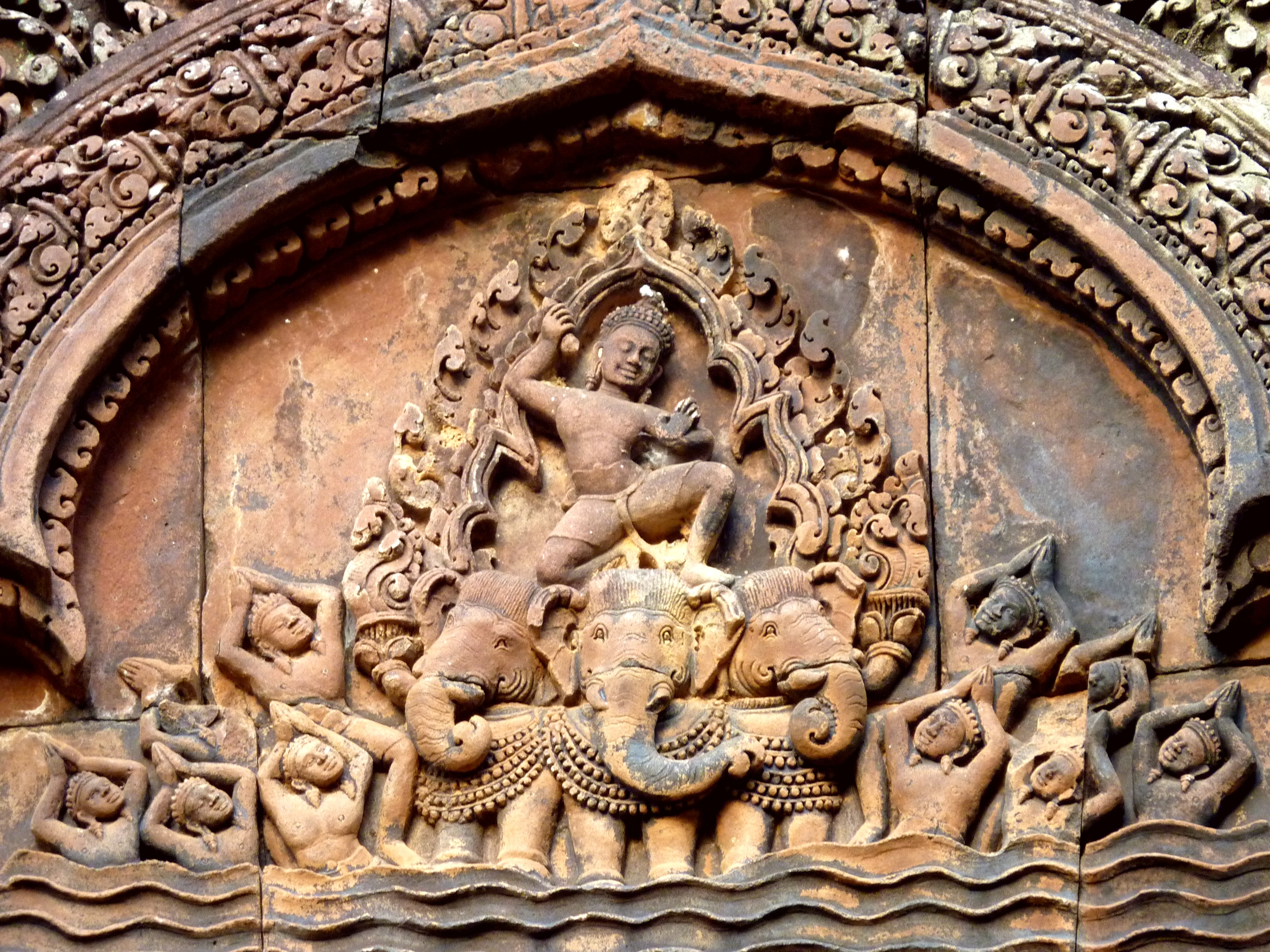
반테이 스레이 사원의 페디먼트 조각에 아이라바타를 탄 인드라가 묘사되어 있다. 캄보디아, 10세기경.

인드라는 고대부터 존재했지만 그 기원은 불분명하다. 인드라 신의 여러 측면은 다른 인도유럽 신들과 유사하다. 토르, 페룬, 제우스와 같은 천둥의 신들은 그의 영웅적인 신화의 일부를 공유하고, 신들의 왕으로서 행동하며, 모두 "비와 천둥"과 관련이 있다. 막스 뮐러는 브라만교 신화의 인드라와 북유럽 및 게르만 신화의 토르 사이의 유사성이 중요하다고 말한다. 인드라와 토르 둘 다 번개와 천둥에 대한 힘을 가진 폭풍의 신이며, 둘 다 망치 또는 그에 상응하는 무기를 가지고 있으며, 둘 다 무기를 던진 후 손으로 돌아오고, 둘 다 각 텍스트의 초기 단계에서 황소와 관련되어 있으며, 둘 다 천둥을 전투 함성으로 사용하고, 둘 다 인류의 보호자이며, 둘 다 "구름 소 젖 짜기"에 대한 전설로 묘사되고, 둘 다 자비로운 거인이자 힘, 생명, 결혼 및 치유의 신이다.
마이클 얀다는 인드라가 인도유럽어 *trigw-welumos [또는 *trigw-t-welumos] "울타리를 부수는 자" (브리트라, 발라의)와 diye-snūtyos "흐름을 일으키는 자" (자유로워진 강, 브라만교 apam ajas "물의 선동자"에 해당)에서 기원했다고 제안한다. 인드라와 유사하게 들리는 용감하고 영웅적인 인나라 또는 인라는 히타이트 지역의 후르리인이 사용했던 미탄니의 신들 가운데 언급된다.
인드라 신은 북동부 소아시아에 존재했으며, 이는 기원전 1400년경으로 추정되는 보가즈쾨이 점토판에 새겨진 비문에서 입증된다. 이 점토판은 조약을 언급하지만, 그 중요성은 미-잇-라, 우-루-와-나, 인-다-라, 나-사-앗-티-이아라는 네 이름이 경건하게 포함되어 있다는 점이다. 이들은 각각 베다 판테온의 숭배받는 신들인 미트라, 바루나, 인드라, 나사트야-아슈빈이며, 이들은 아베스타 판테온에서도 발견되지만 인드라와 나오하이트야는 악마로 나타난다. 이는 적어도 기원전 2천년 중반경까지 인도 남부와 소아시아에서 인드라와 그의 동료 신들이 유행했음을 시사한다.
인드라는 기원전 1700년에서 1100년 사이에 작곡된 것으로 추정되는 힌두교 경전인 리그베다의 250개 찬가에서 가장 높은 신으로 찬양된다. 그는 또 다른 50개 찬가에서 최고신으로 공동 찬양되어, 가장 많이 찬양되는 브라만교 신들 중 하나이다. 그는 또한 고대 인도-이란 문학에서도 언급되지만, 베다와는 주요한 불일치를 보인다. 베다 문학에서 인드라는 영웅적인 신이다. Vd. 10.9, Dk. 9.3, Gbd 27.6-34.27과 같은 아베스타어 (고대, 이슬람 이전의 이란) 텍스트에서 인드라 – 또는 정확히는 안드라 –는 진리에 반대하는 거대한 악마이다. 베다 텍스트에서 인드라는 인류를 위협하는 숙적 악마 브리트라를 죽인다. 아베스타 텍스트에서는 브리트라가 발견되지 않는다.
데이비드 앤서니에 따르면, 고대 인도 종교는 아마도 제라프샨강 (현재 우즈베키스탄)과 (현재) 이란 사이의 접촉 지역에서 인도유럽 이민자들 사이에 나타났을 것이다. 이는 "고대 중앙아시아 요소와 새로운 인도유럽 요소의 혼합"이었고, 박트리아-마르기아나 문화에서 "특징적인 종교적 신념과 관행"을 빌려왔다. 이 문화에서 최소 383개의 비인도유럽어 단어가 발견되었으며, 여기에는 인드라 신과 의식 음료인 소마가 포함된다. 앤서니에 따르면,
인도-이란의 힘/승리의 신인 베레트라그나의 많은 특성이 인드라 신에게로 이전되었고, 그는 발전하는 고대 인도 문화의 중심 신이 되었다. 인드라는 리그베다의 4분의 1에 해당하는 250개의 찬가의 대상이었다. 그는 아마도 BMAC 종교에서 빌려온 자극제(아마도 에페드라에서 파생된)인 소마와 다른 어떤 신보다 더 많이 연관되었다. 그의 중요성 증가는 고대 인도어 화자들의 특이한 특징이었다.

그러나 폴 티엠에 따르면, "원시 아리아어 형용사 *vrtraghan이 *인드라나 다른 특정 신과 특별히 관련되어 있다고 가정할 타당한 근거가 없다."

## 도상학
리그베다에서 인드라는 의지가 강하고, 번개를 들고 있으며, 전차를 타는 것으로 묘사된다.
5. 황소 같은 하늘이 황소인 너를 강하게 하기를. 황소처럼 너는 두 마리의 황소 같은 황갈색 마차를 타고 여행한다.
황소 같은 전차를 탄 황소처럼, 잘 생긴 입을 가진 자여, 황소 같은 의지를 가진 자여, 곤봉을 든 너는 우리를 전리품 속에 세우라.— 리그베다, 5권, 37장: 재머슨

인드라가 악한 브리트라를 죽이는 데 사용한 무기는 바즈라 또는 번개이다. 그에 대한 다른 상징적인 도상학적 상징으로는 활 (때때로 화려한 무지개로), 검, 그물, 올가미, 갈고리, 또는 조개껍데기가 있다. 인드라의 번개는 바우다라라고 불린다.
브라만교 이후 시대에는 그는 아이라바타라고 불리는 크고 네 개의 상아를 가진 흰 코끼리를 탄다. 사원의 조각과 부조 예술에서는 그는 보통 코끼리 위에 앉아 있거나 근처에 있다. 두 개의 팔을 가진 것으로 묘사될 때는 바즈라와 활을 들고 있다.
샤타파타 브라마나와 샤크티즘 전통에서는 인드라가 여신 쇼다시 (트리푸라 순다리)와 동일하며, 그녀의 도상학은 인드라의 그것과 유사하게 묘사된다고 언급된다.
무지개는 인드라의 활(산스크리트어: इन्द्रधनुस् indradhanus)이라고 불린다.

## 문학

### 베다 문헌

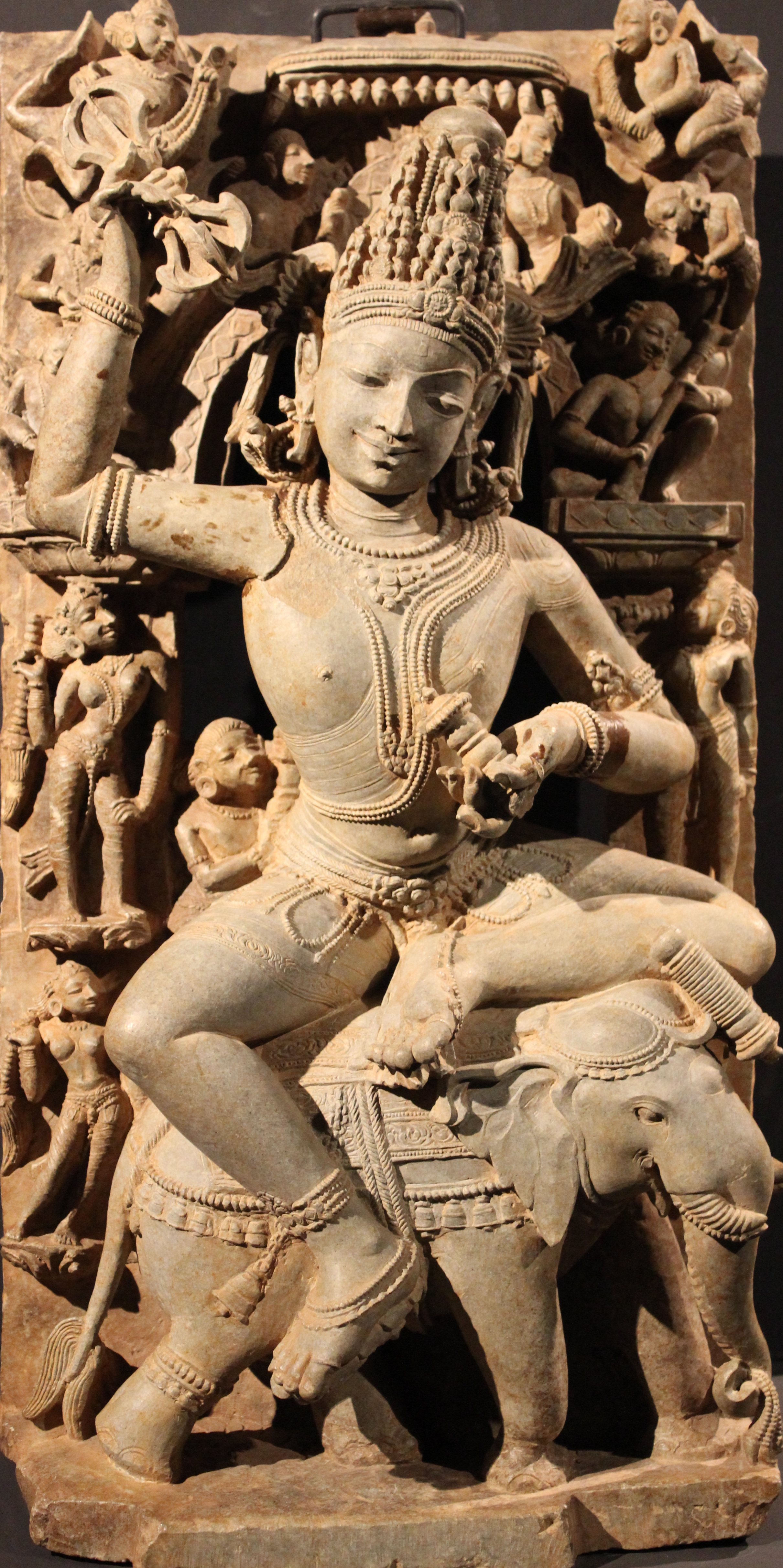
인드라는 보통 힌두교 사원의 동쪽에 수호신으로 등장한다.

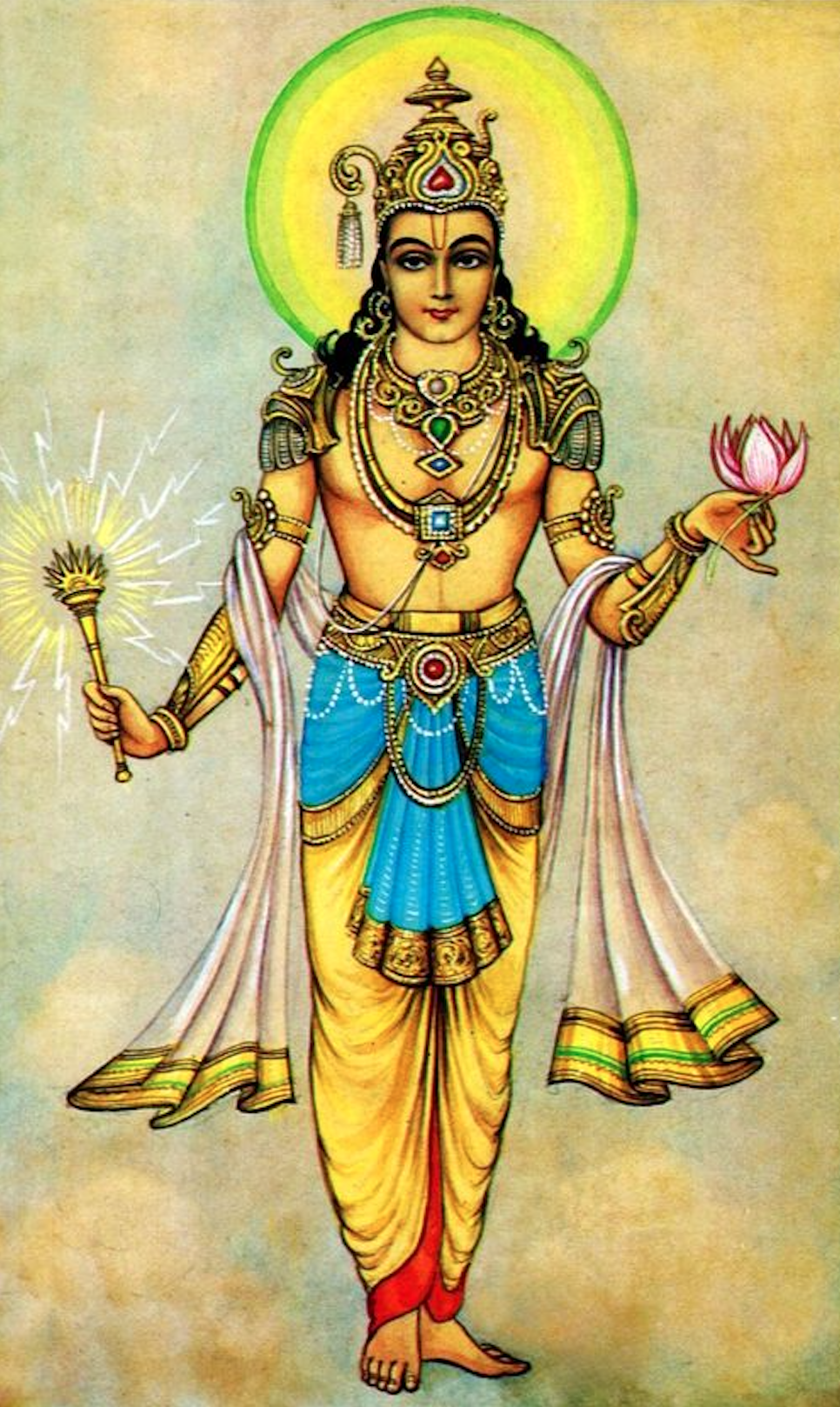
인드라의 현대적 묘사, 올드 칼얀 프린트.

인드라는 브라만교에서 중요한 신이었다. 베다 시대에 인드라는 리그베다 6.30.4에서 다른 어떤 신보다 우월하다고 묘사되었다. 사야나는 리그베다 6.47.18에 대한 그의 주석에서 인드라가 여러 형태를 취하며, 아그니, 비슈누, 루드라를 그의 환상적인 형태로 만든다고 묘사했다.
리그베다의 1,028개 찬가 중 4분의 1 이상이 인드라를 언급하며, 그를 가장 많이 언급된 신으로 만든다. 이 찬가들은 인드라의 복잡한 모습을 제시하지만, 인드라의 일부 측면은 종종 반복된다. 이 중 가장 흔한 주제는 그가 번개를 든 신으로서 비를 막고 있던 사룡 브리트라를 죽이고, 그리하여 비와 땅을 비옥하게 하는 강을 해방시키는 것이다. 예를 들어, 인드라에게 헌정된 리그베다 찬가 1.32는 다음과 같다.

इन्द्रस्य नु वीर्याणि प्र वोचं यानि चकार प्रथमानि वज्री ।
अहन्नहिमन्वपस्ततर्द प्र वक्षणा अभिनत्पर्वतानाम् ॥१।।
अहन्नहिं पर्वते शिश्रियाणं त्वष्टास्मै वज्रं स्वर्यं ततक्ष ।
वाश्रा इव धेनवः स्यन्दमाना अञ्जः समुद्रमव जग्मुरापः ॥२।।

1. 이제 나는 인드라의 영웅적인 행동, 곤봉을 휘두르는 자가 행한 가장 위대한 행동을 선포하리라.
그는 뱀을 부수었다. 그는 물을 뚫어냈다. 그는 산의 배를 갈랐다.

2. 그는 산에 기대어 있던 뱀을 부수었다 – 그를 위해 트바슈타르는 울려 퍼지는 [태양 같은] 곤봉을 만들었다.
울부짖는 젖소처럼, 쏟아져 나오며, 물은 곧바로 바다로 흘러갔다.— 리그베다, 1.32.1–2

신화에서 브리트라는 산을 휘감고 모든 물, 즉 일곱 강을 가두었다. 모든 신들은 브리트라에 대한 두려움으로 인드라를 버린다. 인드라는 그의 바즈라, 즉 곤봉을 사용하여 브리트라를 죽이고 산을 부수어 물을 해방시킨다. 일부 버전에서는 그는 마루트나 다른 신들의 도움을 받으며, 때로는 소와 태양도 산에서 풀려난다. 올덴베르크의 한 해석에 따르면, 이 찬가는 울부짖는 바람(브리트라)과 함께 모이는 뱀 같은 뇌우 구름을 가리킨다. 인드라는 그의 번개로 이 구름에 개입하는 폭풍의 신으로 간주되며, 이는 마른 땅, 작물, 그리고 인류를 비옥하게 하는 비를 해방시킨다. 힐레브란트의 또 다른 해석에 따르면, 인드라는 상징적인 태양신 (수리야)이고 브리트라는 리그베다의 초기 찬가에서는 상징적인 겨울 거인(빙하기의 역사적 소규모 주기, 추위)이다. 브리트라는 물을 막고 있는 더 추운 중앙아시아와 북부 위도의 얼음 악마이다. 인드라는 겨울 악마로부터 물을 해방시키는 자이며, 이 생각은 나중에 폭풍의 신으로서의 역할로 변형되었다. 그리시월드에 따르면, 이것은 완전히 설득력 있는 해석은 아니다. 왜냐하면 인드라는 베다에서 동시에 번개의 신, 비의 신, 강을 돕는 신이기 때문이다. 또한 인드라가 죽인 브리트라 악마는 비를 내리지 않는 구름이든, 물을 막고 있는 산이나 눈이든, 어떤 장애물로 이해하는 것이 가장 좋다. 재머슨과 브레러튼도 브리트라를 어떤 장애물로 이해하는 것이 가장 좋다고 말한다. 브리트라 신화는 인드라 또는 인드라와 마루트에게 헌정된 소마의 한낮 압착과 관련이 있다.
인드라가 일부 구절에서 신들의 왕으로 선언되더라도, 다른 신들이 인드라에게 일관적으로 종속되는 것은 아니다. 브라만교 사상에서 모든 신과 여신은 동등하며 같은 영원한 추상적 브라흐만의 측면이며, 어느 누구도 일관적으로 우월하지 않고, 일관적으로 열등하지도 않다. 모든 신들은 인드라에게 복종하지만, 상황에 따라 바루나, 비슈누, 루드라 등에게도 복종한다. 또한 인드라는 사비트르 (태양 신)의 지시도 받아들이고 따른다. 인드라는 모든 브라만교 신들처럼 고대 인도의 단일신교적 신학의 일부이다.
인드라에 관한 두 번째로 중요한 신화는 발라 동굴에 관한 것이다. 이 이야기에서 판니족이 소를 훔쳐 발라 동굴에 숨겼다. 여기서 인드라는 그가 부르는 노래의 힘을 사용하여 동굴을 열고 소와 새벽을 해방시킨다. 그는 동굴에서 앙기라스족(때로는 나바그바족 또는 다시그바족)과 동행한다. 여기서 인드라는 사제왕, 즉 브리하스파티로서의 역할을 보여준다. 결국 리그베다 후기에는 인드라와 브리하스파티가 모두 제사장적 기능을 잃으면서 별개의 신이 된다. 발라 신화는 소마의 아침 압착과 관련이 있었으며, 이때 소가 닥시나라고 불리는 제사장들에게 기부되었다.
인드라는 브라만교 텍스트에서 자연의 가시적인 대상도 아니고 어떤 대상의 의인화도 아니지만, 번개, 비, 강물이 흐르게 하는 원인이다. 베다 문학에서 그의 신화와 모험은 셀 수 없이 많으며, 비를 길들이고, 강물이 흐르도록 산을 가르며, 땅을 비옥하게 하고, 구름을 물리쳐 태양을 해방시키고, 겨울의 힘을 극복하여 땅을 따뜻하게 하고, 인류에게 빛과 새벽을 가져오고, 소에게 우유를 넣고, 움직이지 않는 것을 움직이고 번영하게 만들며, 일반적으로 인간의 발전에 대한 모든 종류의 장애물을 제거하는 것으로 묘사된다. 얀 곤다는 인드라에 대한 베다 기도문은 일반적으로 "이 의례의 성공을 가져오고, 실체화된 브라흐만을 미워하는 자들을 쓰러뜨려라"라고 요청한다고 말한다. 리그베다의 찬가들은 그를 "움직이고 움직이지 않는 왕", 지구상의 여러 부족들을 하나로 묶는 인류의 친구라고 선언한다.
인드라는 종종 또 다른 주요 브라만교 신인 아그니 (불)의 쌍둥이 형제로 묘사된다. 그러나 막스 뮐러는 리그베다 찬가 2.1.3에서 "너 아그니여, 모든 존재 가운데 황소인 인드라이다. 너는 널리 통치하는 비슈누이며, 숭배받을 가치가 있다. 너는 브라흐만이다. (...)"라고 말하는 것처럼, 그가 동일하게 묘사되기도 한다. 그는 또한 힌두교 사상에서 존재의 "창조자-유지자-파괴자" 측면을 나타내는 "아그니, 인드라, 수리야"와 같은 많은 브라만교 삼위일체 중 하나이기도 하다.
너, 아그니, 존재의 황소인 인드라여; 너, 널리 퍼지고, 숭배받을 가치가 있는 비슈누여. 너, 신성한 공식의 군주, 부를 찾는 자, 브라흐만 [공식자]여; 너, 분배자여, 풍요를 동반하는도다.— 리그베다 2.1.3 재머슨 2014

인드라의 부모는 베다 텍스트에서 일관적이지 않으며, 사실 리그베다 4.17.12는 인드라 자신도 자신의 어머니와 아버지에 대해 많이 알지 못할 수도 있다고 말한다. 베다의 일부 구절은 그의 어머니가 그리쉬티(소)였다고 제안하는 반면, 다른 구절은 그녀의 이름을 니쉬티그리라고 한다. 중세 주석가 사야나는 그녀를 후기 힌두교에서 그의 어머니인 아디티와 동일시했다. 아타르바베다는 인드라의 어머니가 프라자파티의 딸인 에카슈타카라고 말한다. 베다 텍스트의 일부 구절은 인드라의 아버지가 트바쉬트르이거나 때로는 부모로 디아우스와 프리티비가 언급된다고 말한다.(pp. 39, 582) 그것에 나오는 전설에 따르면, 인드라가 태어나기 전에 그의 어머니는 그에게 자궁 밖으로 비정상적인 탈출을 하지 말라고 설득하려 한다. 태어난 직후, 인드라는 아버지에게서 소마를 훔치고, 인드라의 어머니는 그에게 음료를 제공한다. 인드라가 태어난 후, 인드라의 어머니는 인드라에게 그가 아버지 트바슈타르와의 경쟁에서 승리할 것이라고 안심시킨다. 자궁 밖으로의 비정상적인 탈출과 아버지와의 경쟁은 모두 영웅들의 보편적인 속성이다. 리그베다에서 인드라의 아내는 인드라니, 즉 샤치이며, 그녀는 자신의 지위에 대해 매우 자랑스러워하는 것으로 묘사된다. 리그베다 4.18.8은 인드라가 태어난 후 쿠샤바라는 악마에게 삼켜졌다고 말한다.
인드라는 또한 잘 이해되지 않는 많은 다른 신화에서도 발견된다. 한 신화에서 인드라는 우샤스 (새벽)의 마차를 부수고 그녀는 도망간다. 또 다른 신화에서 인드라는 수리야의 마차 바퀴를 뜯어내어 수리야를 마차 경주에서 이긴다. 이것은 인드라와 그의 조수 쿠차가 같은 마차를 타고 바람의 말에 이끌려 우샤나 카비야의 집으로 가서 쿠차의 적 슈슈나를 죽이기 전에 도움을 받는 신화와 연결되어 있다. 한 신화에서 인드라는 에무샤라는 멧돼지를 쏘아 산 안에 또는 뒤에 숨겨진 특별한 쌀죽을 얻는다. 또 다른 신화는 인드라가 나무치를 참수하여 죽이는 이야기이다. 그 신화의 후기 버전에서는 인드라가 물거품을 이용한 속임수를 통해 이를 행한다. 인드라가 죽인 다른 존재로는 삼바라, 피프루, 바르친, 두니, 추무리 등이 있다. 인드라의 마차는 하리라고 묘사되는 황갈색 말들이 끈다. 이 말들은 인드라를 희생제에 데려다주고 다시 데려오며, 심지어 그들 자신도 구운 곡물을 제공받는다.

#### 우파니샤드
고대 아이타레야 우파니샤드는 인드라를 다른 신들과 함께 아트만 (영혼, 자아)과 동일시하며, 베단타의 의례와 신들을 내면화하는 정신을 보여준다. 이 우파니샤드는 1.1.1절에서 "처음에 아트만, 진실로 오직 하나만이 여기에 있었고, 다른 어떤 깜빡이는 것도 없었다; 그는 생각했다: 이제 세계를 창조하자"라고 말하며 우주론적 이론을 시작한다.(p. 294) 이 영혼은 본문에서 브라흐만이라고도 불리며, 그 후 세계와 그 세계의 존재들을 창조하는데, 여기서 태양신, 달신, 아그니 등 모든 브라만교 신들이 신체의 활동적인 협력 기관이 된다.(p. 295–297) 그 후 아트만은 음식을 창조하며, 그리하여 지속 가능한 비감각적 우주가 출현한다고 우파니샤드는 주장한다. 영원한 아트만은 그 후 각 생명체에 들어가 우주를 감각적인 존재들로 가득 채우지만, 이 생명체들은 그들의 아트만을 인식하지 못한다. 아트만을 브라흐만으로 처음 본 자는 "이담 아다르샤" 또는 "나는 그것을 보았다"고 말했다고 우파니샤드는 주장한다. 다른 이들은 이 첫 번째 선견자를 이담-드라 또는 "그것을 보는 자"라고 불렀으며, 이는 시간이 지나면서 "인드라"로 알려지게 되었다. 왜냐하면 아이타레야 우파니샤드의 주장처럼, 신들을 포함한 모든 사람들이 짧은 별명을 좋아하기 때문이다.(pp. 297–298) 알랭 다니엘루는 이 우파니샤드에서 인드라에 대한 스쳐 지나가는 언급은 상징적인 민간 어원이라고 말한다.
브리하드아란야카 우파니샤드의 3.9절은 인드라를 천둥, 번개, 물의 방출과 연결시킨다. 아비약타 우파니샤드의 5.1절에서 인드라는 모든 신의 자질을 구현하는 자로 찬양된다.

### 브라만교이후 문헌
브라만교 이후 문헌에서 인드라는 술에 취한 쾌락주의적인 신으로 묘사된다. 그의 중요성은 감소하며, 힌두교 판테온에서 비슈누, 시바, 데비와 같은 다른 신들과 비교하여 부차적인 신으로 진화한다. 힌두교 문헌에서 인드라는 때때로 시바의 한 측면 (아바타라)으로 알려져 있다.
푸라나, 라마야나, 마하바라타에서는 신성한 현자 카샤파가 인드라의 아버지로, 아디티가 그의 어머니로 묘사된다. 이 전통에서 그는 그들의 서른세 아들 중 한 명으로 제시된다. 인드라는 다나바 풀로만의 딸인 샤치와 결혼했다. 대부분의 문헌은 인드라에게 아내가 한 명뿐이었다고 말하지만, 때때로 다른 이름도 언급된다. 바가바타 푸라나에는 인드라와 샤치에게 자얀타, 리샤바, 미두샤라는 세 아들이 있었다고 언급된다. 일부 목록에는 닐람바라와 Rbhus가 추가된다. 인드라와 샤치에게는 또한 두 딸인 자얀티와 데바세나가 있었다. 자얀티는 슈크라의 배우자가 되고, 데바세나는 전쟁의 신 카르티케야와 결혼한다. 인드라는 라마야나에서 발리의, 마하바라타에서 아르주나의 영적인 아버지로 묘사된다. 그가 전쟁에서 모든 무기를 다루는 데 능숙한 것으로 알려져 있기 때문에, 그의 영적인 아들인 발리와 아르주나도 그의 무술적 특성을 공유한다. 그는 마탈리라는 전차를 모는 운전사가 있다.
인드라는 다른 여성들과 여러 번 관계를 가졌다. 그중 한 명은 현자 고타마의 아내인 아할리야였다. 인드라는 현자에게 저주를 받았다. 브라마나(기원전 9세기~6세기)가 그들의 관계를 암시하는 가장 오래된 경전이지만, 기원전 7세기~4세기 힌두 서사시 라마야나 – 그 영웅은 라마 – 가 그 사건을 자세히 명시적으로 언급한 최초의 문헌이다.
인드라는 푸라나에서 인류를 해치려는 분노로 인해 성가신 비를 내리는 원인이 된다. 비슈누의 아바타라인 크리슈나는 손가락 끝으로 고바르단 언덕을 들어 올려 인류가 인드라가 분노를 소진하고 마음을 바꿀 때까지 산 아래에 피난할 수 있도록 함으로써 구출한다. 마하바라타에 따르면, 인드라는 브라만으로 변장하여 카르나에게 접근하여 그의 카바차(갑옷)와 쿤달라(귀걸이)를 자비로 요구한다. 비록 카르나는 그의 진정한 정체를 알고 있었지만, 카바차와 쿤달라를 벗어 인드라의 소원을 들어준다. 이 행동에 만족한 인드라는 카르나에게 바사비 샤크티라는 천상의 화살을 선물한다.
비슈누 푸라나에 따르면, 인드라는 모든 만반타라—힌두 우주론의 주기적인 시간—마다 바뀌는 신들의 왕의 지위이다. 각 만반타라에는 고유한 인드라가 있으며, 현재 만반타라의 인드라는 푸란다라라고 불린다.

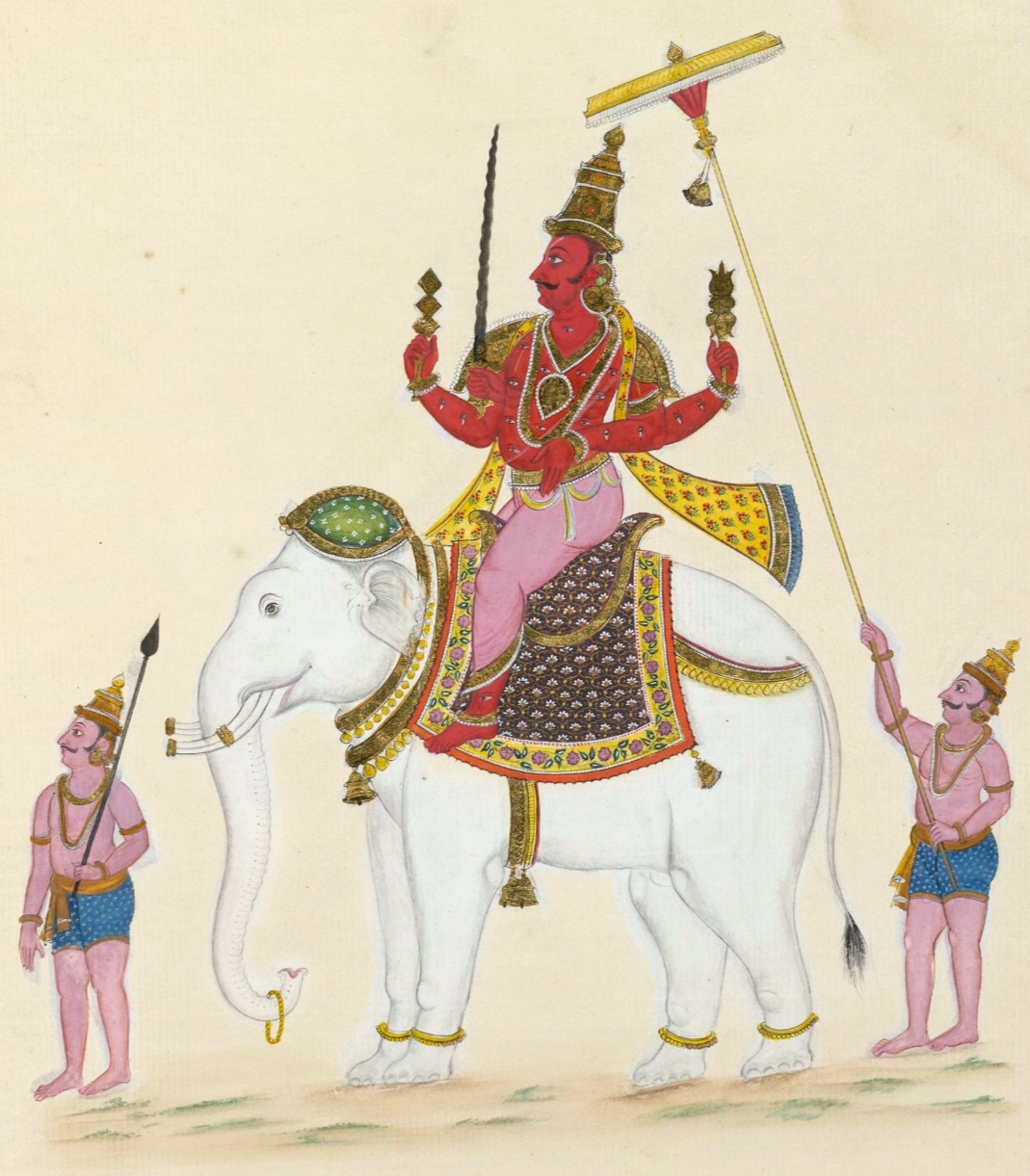
1820년경, 코끼리 아이라바타를 탄 인드라의 그림.

### 상감 문학 (기원전 300년 ~ 서기 300년)
타밀어의 상감 문학에는 다양한 저자들이 쓴 인드라에 대한 더 많은 이야기가 담겨 있다. 실라파티카람에서 인드라는 말라이 벤쿠다이 만나반으로 묘사되는데, 이는 문자 그대로 "진주 목걸이와 흰색 우산을 가진 인드라"를 의미한다.
상감 문학은 또한 비를 바라며 열리는 인드라 빌라 (인드라 축제)를 묘사한다. 이 축제는 웃뜨라이(차이트라)의 보름달부터 시작하여 푸야리(바이샤카)의 보름달에 끝나는 한 달 동안 열린다. 이는 서사시 실라파티카람에 자세히 묘사되어 있다.
발루바르는 그의 저서 티루쿠랄 (서기 5세기경 이전)에서 인드라를 인드라가 자신의 감각을 정복하는 덕목의 모범으로 인용한다.

## 다른 종교에서
인드라는 칼라쉬인이 숭배하는 중요한 신으로, 브라만교에서 그의 중요성을 나타낸다.

### 불교

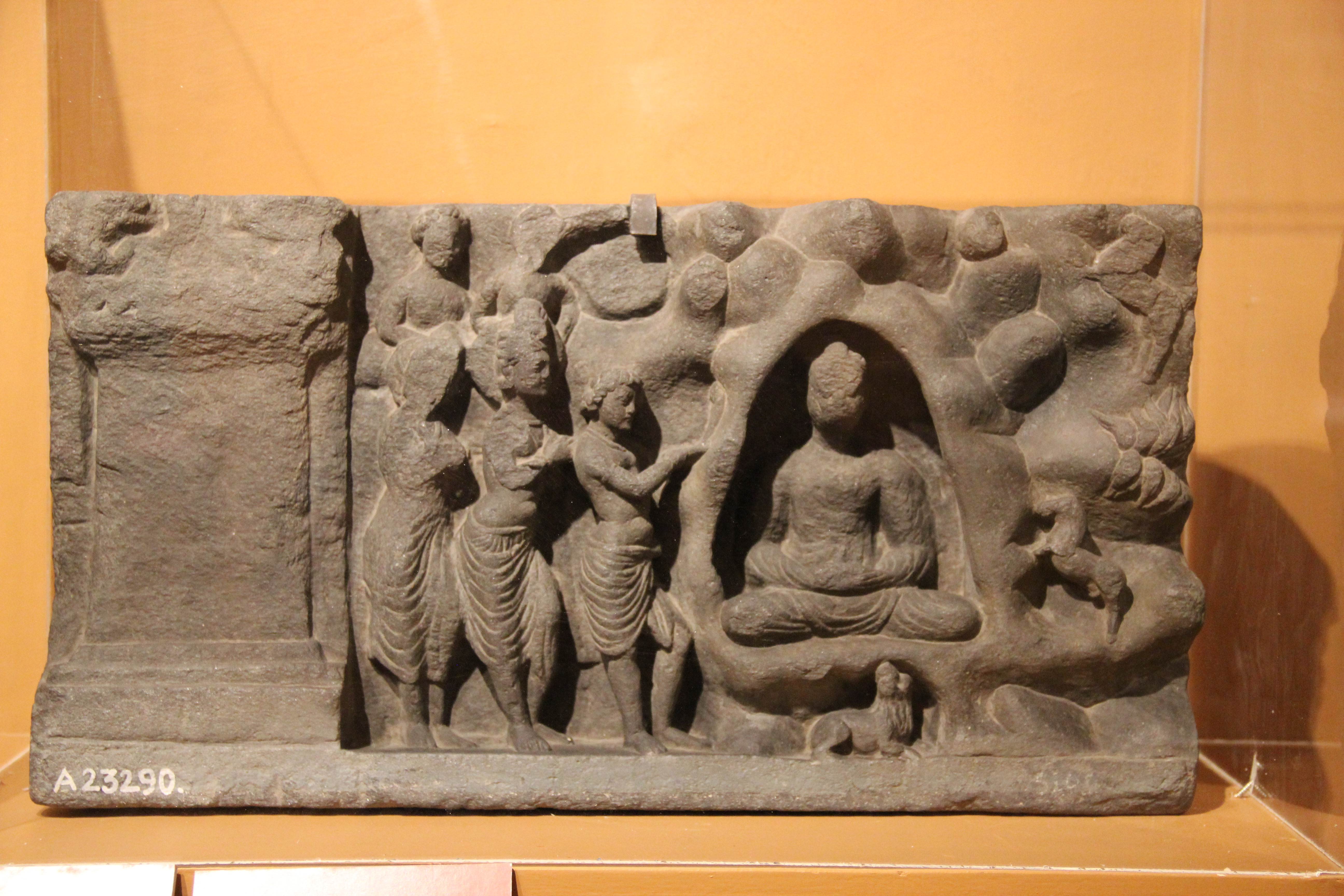
로리얀 탕가이의 불교 부조, 인드라살라 동굴에서 부처에게 경의를 표하는 인드라, 2세기경, 간다라.

불교 우주론은 인드라를 수미산 위에, 도리천에 둔다. 그는 널리 추구되는 불교 전통의 삼사라의 여섯 가지 환생 영역 중 하나인 데바 영역을 거주하며 다스린다. 인드라의 영역에서의 환생은 인간의 삶 동안 쌓은 매우 좋은 업 (팔리어: 캄마)과 공덕의 결과이다.

동남아시아의 많은 공식 인장에는 인드라가 그려져 있다. 위: 방콕, 태국의 인장.

불교에서 인드라는 일반적으로 그의 다른 이름인 샤크라 또는 사카라고 불리며, Trāyastriṃśa 하늘의 통치자이다. 샤크라는 때때로 데바남 인드라 또는 "데바의 군주"라고 불린다. 불교 문헌에서도 인드라를 수많은 이름과 별칭으로 언급하며, 이는 힌두교 및 자이나교 문헌의 경우와 마찬가지이다. 예를 들어, 아슈바고샤의 붓다차리타는 여러 부분에서 인드라를 "천 개의 눈을 가진 자", 푸람다라, 레카르샤바, 마헨드라, 마루트바트, 발라브히드, 마가바트 등의 용어로 언급한다. 다른 곳에서는 그를 데바라잔(문자 그대로 "신들의 왕")이라고 부른다. 이러한 이름들은 힌두교와 불교 사이의 큰 중첩과 많은 브라만교 용어 및 개념이 불교 사상으로 채택되었음을 반영한다. "강대한 자"를 의미하는 샤크라라는 용어도 리그베다 찬가 5.34와 같은 브라만교 문헌에 나타난다.
상좌부 불교에서는 저녁 예불에서 인드라를 Udissanādiṭṭhānagāthā(Iminā)와 같은 인드라로 부른다.

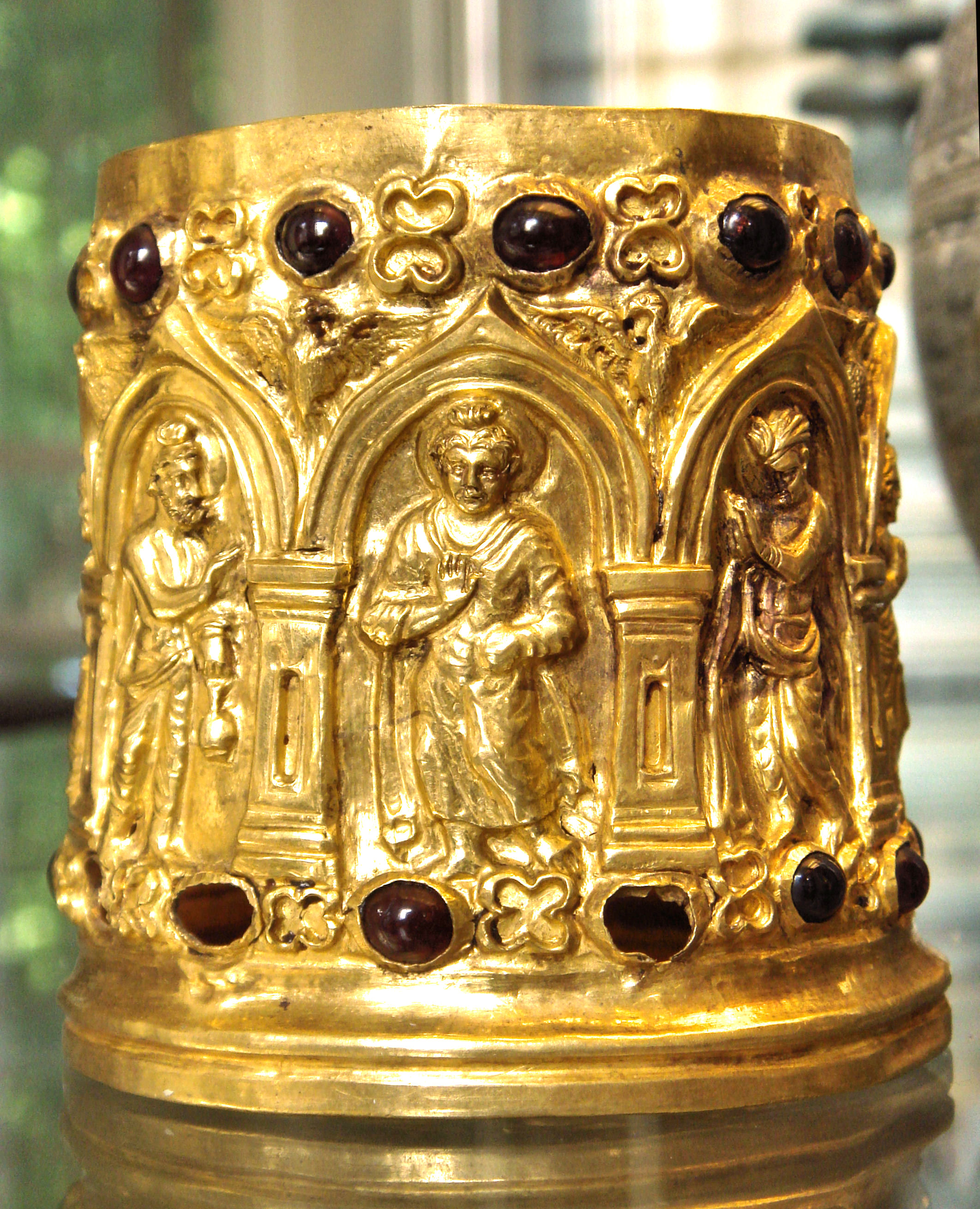
비마란 유골함: 부처(가운데)는 브라흐마(왼쪽)와 인드라에게 둘러싸여 있는데, 이는 가장 초기 불교 묘사 중 하나이다 (1세기경).

기원후 60년경으로 추정되지만 일부 제안에 따르면 기원전 1세기로 거슬러 올라가는 가넷이 박힌 금으로 만든 비마란 유골함은 불교 신화에서 인드라의 중요성을 확립하는 가장 초기 고고학적 증거 중 하나이다. 이 유물은 브라흐마와 인드라 신들에게 둘러싸인 부처를 보여준다.
동아시아에서는 그를 제석천(帝釋天)으로 부르며, 일반적으로 불교 미술에서 브라흐마와 반대편에 나타난다. 브라흐마와 인드라는 역사적 부처(석가모니불)의 수호자로 함께 숭배되며, 종종 갓 태어난 부처에게 첫 목욕을 시켜주는 모습으로 나타난다. 비록 인드라가 극동에서 보살처럼, 일반적으로 당나라 의상을 입고 묘사되지만, 그의 도상학에는 또한 전차를 탄 코끼리 위에서 번개를 휘두르는 무술적 측면도 포함된다.
일부 불교 학파와 힌두교에서 인드라망의 이미지는 만물의 공허함을 비유하는 동시에 우주를 연결과 상호 의존의 웹으로 이해하는 비유이기도 하다.
중국에서 인드라 (帝釋天 Dìshìtiān)는 불교의 24위 호법 신장 (二十四諸天 Èrshísì zhūtiān) 중 한 명으로 여겨진다. 중국 불교 사원에서는 그의 조각상이 보통 다른 신들과 함께 대웅전에 안치되어 있다.
일본에서 인드라 (帝釈天 타이샤쿠텐)는 불교 사원 내부 또는 주변에서 발견되는 수호신인 십이천 (十二天 Jūni-ten) 중 하나이다.
방콕의 의례적 이름은 도시가 "인드라에 의해 주어지고 비슈바카르마에 의해 건설되었다"고 주장한다.

### 자이나교
자이나교 신화에서 인드라는 항상 티르탕카라 스승들을 섬긴다. 인드라는 티르탕카라와 관련된 이야기에서 가장 흔하게 등장하는데, 인드라 자신이 그 티르탕카라의 생애에서 다섯 가지 상서로운 사건들, 즉 차반 칼리야나크, 잔마 칼리야나크, 딕샤 칼리야나크, 케발라 즈나나 칼리야나크, 모크샤 칼리야나크를 주관하고 기념한다.
자이나교 문헌에는 64명의 인드라가 있으며, 각 인드라는 자이나교에 따라 카이발랴(해탈)를 아직 얻지 못한 천상 영혼들이 환생하는 다른 천상 세계를 다스린다. 이 많은 인드라 중에서 첫 칼파 천국의 통치자는 디감바라 전통에서는 사우다르마로, 스베탐바라 전통에서는 사크라로 알려진 인드라이다. 그는 자이나교 동굴과 대리석 사원에서 가장 선호되고, 논의되며, 종종 그의 아내 인드라니와 함께 묘사된다.(pp. 25–28) 그들은 신도가 들어올 때 신도를 맞이하고, 지나 (정복자)의 우상 입구를 지키며, 지나의 삶의 다섯 가지 상서로운 순간들, including his birth,을 기념하는 신들을 이끈다. 이러한 인드라 관련 이야기는 자이나교 전통에서 특별한 푸자 (예배)나 축제 기념 행사 중에 재가자들에 의해 재현된다.(pp. 29–33)
남인도 디감바라 자이나교 공동체에서 인드라는 자이나교 사원 의식을 주관하는 세습 사제들의 칭호이기도 하다.

### 조로아스터교
이란과 인도 종교가 서로 분리되면서, 두 주요 신 그룹인 아수라 (이란 아후라)와 다에바 (인도 데바)는 반대되는 특징을 획득했다. 완전히 분명하지 않은 이유로, 아수라/아후라는 인도에서 악마화되고 이란에서 숭앙된 반면, 데바/다에바는 이란인들 사이에서 악마화되고 인도에서 숭앙되었다. 아베스타의 한 부분인 벤디다드에서는 인드라가 난가이티야 (브라만교 나사트야)와 사우브라 (사르바)와 함께 비교적 작은 악마로 언급된다. 동시에 리그베다의 인드라의 많은 특징은 아후라 미트라와 베레트라그나, 그리고 이란 전설의 영웅 파리둔과 공유된다. 인드라는 원래 작은 신이었지만 나중에 더 큰 중요성을 얻게 되면서 인도아리아인들 사이에서 중요성이 증가함에 따라 다른 신들의 특성을 획득했을 가능성이 있다.

## 같이 보기
- 리그베다의 신
- 인드레슈와르
- 데바
- 나후샤
- 아디트야
- 로카팔라
- 디크팔라
- 인드라로카
- 아스트라
- 인드라지트의 아스트라
- 인드라 다자
- 인드라망
- 바즈라, 또한 바우다라
- 비자야 다누쉬
- 도리천
- 나트
- 천부
- 호법신
- 제석천
- 인드라나마
- 사만
- 타빙슈웨디
- 금강수
- 원시천존
- 옥황상제
- 환인
- 텡그리

### 설명주
1. ↑  폰틱은 흑해 근처의 지역이다.
2. ↑  히타이트 신화와 유럽 신화에서 인드라와 유사한 신들은 그 또한 영웅적이다.[32]
3. ↑  얀 곤다는 힌두교의 트리무르티 개념이 "고대 우주론적이고 의례적인, 특히 아그니와 같은 개별 신의 삼중적 특성에 대한 사변에서 발전한 것으로 보인다. 아그니는 세 번 또는 삼중으로 태어나고, 삼중의 빛이며, 세 개의 몸과 세 개의 거처를 가진다"고 말한다.[69](pp. 218–219) 더 흔한 "브라흐마, 비슈누, 시바" 외에도 고대 및 중세 힌두 경전에서 언급되는 다른 삼위일체에는 다음과 같은 것들이 있다: "인드라, 비슈누, 브라마나스파티", "아그니, 인드라, 수리야", "아그니, 바유, 아디트야", "마하락슈미, 마하사라스바티, 마하칼리" 등.[69](pp. 212–226)[70]
4. ↑  주요 유적지로는 잘랄라바드 근처의 하다(Hadda)가 있지만, 불교는 누리스탄의 외딴 계곡에는 침투하지 못한 것으로 보이며, 그곳 사람들은 초기 형태의 다신교 브라만교를 계속 실천했다.[89]
5. ↑  19세기 말까지 많은 누리스탄 사람들은 원시적인 형태의 힌두교를 실천했다. 이곳은 아프가니스탄에서 이슬람교로 개종한 마지막 지역이었으며—그 개종은 칼로 이루어졌다.[90]
6. ↑  칼라쉬 부족이 숭배하는 일부 신들은 힌두교의 마하데브가 칼라쉬 부족에서는 마한데오라고 불리는 것과 같이 힌두 신들과 유사하다. ... 모든 부족민들도 숭배와 기도를 위해 마한데오를 방문한다. 그 후 그들은 그리(춤추는 장소)에 도착한다.[92]
7. ↑  칼라쉬족은 아프가니스탄과 접경하는 파키스탄 북서부 변경주의 수도인 치트랄 근처의 세 계곡에 살고 있는 독특한 민족이다. 아프가니스탄과 파키스탄 양쪽 국경의 힌두쿠시 산맥에 사는 이웃들과 달리 칼라쉬족은 이슬람교로 개종하지 않았다. 20세기 중반에는 파키스탄의 몇몇 칼라쉬 마을이 이 지배적인 종교로 강제 개종되었지만, 사람들은 개종에 저항했고 공식적인 압력이 제거되자 대다수는 자신들의 종교를 계속 실천했다. 그들의 종교는 많은 신과 영혼을 인정하는 힌두교의 한 형태로, 고대 그리스인의 종교와 관련이 있는 것으로 여겨진다 ... 그들의 인도아리아어를 고려할 때 ... 칼라쉬족의 종교는 알렉산더 대왕과 그의 군대의 종교보다 인도 이웃들의 힌두교와 훨씬 더 밀접하게 관련되어 있다.[93]
8. ↑  그러나 테라바다 국가의 대다수 불교도에게 승려의 교단은 재가 불교도들이 더 나은 환생을 위한 좋은 업을 쌓기 위해 가장 많은 공덕을 얻는 수단으로 여겨진다.[96]
9. ↑  학자들[96][h][97]는 열반이 아니라 더 나은 환생이 대다수 재가 불교도들의 주요 관심사였다고 지적한다. 이는 불교 전통에서 공덕 축적과 좋은 업을 통해 추구된다.

### 참주주
1. 1 2  Bauer, Susan Wise (2007). 《The History of the Ancient World: From the Earliest Accounts to the Fall of Rome》 1판. New York: W. W. Norton. 265쪽. ISBN 978-0-393-05974-8.
2. ↑  Gopal, Madan (1990). 《India Through the Ages》. Publication Division, Ministry of Information and Broadcasting, Government of India. 66쪽  – Internet Archive 경유.
3. ↑  Shaw, Jeffrey M.; Demy, Timothy J. (2017년 3월 27일). 《War and Religion: An encyclopedia of faith and conflict》. Google Książki. ISBN 978-1-61069-517-6. [3 volumes]
4. ↑  Perry, Edward Delavan (1885). 《Indra in the Rig-Veda》. 《Journal of the American Oriental Society》 11. 121쪽. doi:10.2307/592191. JSTOR 592191.
5. 1 2 3  Berry, Thomas (1996). 《Religions of India: Hinduism, Yoga, Buddhism》. Columbia University Press. 20–21쪽. ISBN 978-0-231-10781-5.
6. ↑  Gonda, Jan (1989). 《The Indra Hymns of the Ṛgveda》. Brill Archive. 3쪽. ISBN 90-04-09139-4.
7. ↑  Griswold, Hervey de Witt (1971). 《The Religion of the Ṛigveda》. Motilal Banarsidass. 177–180쪽. ISBN 978-81-208-0745-7.
8. ↑  “Ahalya, Ahalyā: 15 definitions”. 《Wisdom Library》. n.d. 2022년 12월 14일에 확인함.
9. 1 2 3  Roshen Dalal (2010). 《The Religions of India: A Concise Guide to Nine Major Faiths》. Penguin Books India. 190, 251쪽. ISBN 978-0-14-341517-6.
10. 1 2  Dutt, Manmath Nath. 《Vishnu Purana》 (영어). 170–173쪽.
11. 1 2  Wilson, Horace Hayman (1840). “The Vishnu Purana”. 《www.sacred-texts.com》. Book III, Chapter I, pages 259–265. 2021년 6월 15일에 확인함.
12. 1 2  Gita Press Gorakhpur. 《Vishnu Puran Illustrated With Hindi Translations Gita Press Gorakhpur》 (산스크리트어, 힌디어). 180–183쪽.
13. ↑  “Dictionary | Buddhistdoor”. 《www.buddhistdoor.net》. 2019년 1월 18일에 확인함.
14. 1 2  Helen Josephine Baroni (2002). 《The Illustrated Encyclopedia of Zen Buddhism》. The Rosen Publishing Group. 153쪽. ISBN 978-0-8239-2240-6.
15. ↑  Lisa Owen (2012). 《Carving Devotion in the Jain Caves at Ellora》. BRILL Academic. 25쪽. ISBN 978-90-04-20629-8.
16. 1 2 3  Robert E. Buswell Jr.; Donald S. Lopez Jr. (2013). 《The Princeton Dictionary of Buddhism》. Princeton University Press. 739–740쪽. ISBN 978-1-4008-4805-8.
17. 1 2 3  Wendy Doniger (2015), Indra: Indian deity, Encyclopædia Britannica
18. ↑  Naomi Appleton (2014). 《Narrating Karma and Rebirth: Buddhist and Jain Multi-Life Stories》. Cambridge University Press. 50, 98쪽. ISBN 978-1-139-91640-0.
19. 1 2 3 4 5  Kristi L. Wiley (2009). 《The A to Z of Jainism》. Scarecrow Press. 99쪽. ISBN 978-0-8108-6821-2.
20. ↑  John E. Cort (2001년 3월 22일). 《Jains in the World: Religious Values and Ideology in India》. Oxford University Press. 161–162쪽. ISBN 978-0-19-803037-9.
21. ↑  Madan, T.N. (2003). 《The Hinduism Omnibus》. Oxford University Press. 81쪽. ISBN 978-0-19-566411-9.
22. ↑  Bhattacharji, Sukumari (2015). 《The Indian Theogony》. Cambridge University Press. 280–281쪽.
23. 1 2 3 4 5 6 7  Alain Daniélou (1991). 《The Myths and Gods of India: The Classic Work on Hindu Polytheism from the Princeton Bollingen Series》. Inner Traditions. 108–109쪽. ISBN 978-0-89281-354-4.
24. ↑  T. A. Gopinatha Rao (1993). 《Elements of Hindu iconography》. Motilal Banarsidass. 111쪽. ISBN 978-81-208-0878-2.
25. ↑  Wilkings 2001, 52쪽.
26. ↑  Sita Pieris; Ellen Raven (2010). 《ABIA: South and Southeast Asian Art and Archaeology Index: Volume Three – South Asia》. BRILL Academic. 232쪽. ISBN 978-90-04-19148-8.
27. 1 2 3 4  Friedrich Max Müller (1903). 《Anthropological Religion: The Gifford Lectures Delivered Before the University of Glasgow in 1891》. Longmans Green. 395–398쪽.
28. ↑  Chakravarty, Uma (1995). 《On the etymology of the word ÍNDRA》. 《Annals of the Bhandarkar Oriental Research Institute》 76. 27–33쪽. JSTOR 41694367.
29. 1 2 3 4 5  Hervey De Witt Griswold (1971). 《The Religion of the Ṛigveda》. Motilal Banarsidass. 177–178 with footnote 1쪽. ISBN 978-81-208-0745-7.
30. ↑  Edward Delavan Perry (1885). 《Indra in the Rig-Veda》. 《Journal of the American Oriental Society》 11. 121쪽. doi:10.2307/592191. JSTOR 592191.
31. ↑  Annette Wilke; Oliver Moebus (2011). 《Sound and Communication: An Aesthetic Cultural History of Sanskrit Hinduism》. Walter de Gruyter. 418 with footnote 148쪽. ISBN 978-3-11-024003-0.
32. 1 2 3 4 5 6  John Colarusso (2014). 《Nart Sagas from the Caucasus: Myths and Legends from the Circassians, Abazas, Abkhaz, and Ubykhs》. Princeton University Press. 329쪽. ISBN 978-1-4008-6528-4.
33. ↑  Merimaa, Juha (2019년 12월 13일). “Suomen kieleen on tullut vaikutteita yllättävästä suunnasta – moni sana on jäänne kohtaamisista indoiranilaisten kanssa”. 《Helsingin Sanomat》 (핀란드어). 2024년 11월 10일에 확인함.
34. ↑  Winn, Shan M.M. (1995). 《Heaven, Heroes, and Happiness: The Indo-European roots of Western ideology》. University Press of America. 371, note 1쪽. ISBN 978-0-8191-9860-0.
35. ↑  Chakraborty, Uma (1997). 《Indra and Other Vedic Deities: A euhemeristic study》. DK Printworld. 91, 220쪽. ISBN 978-81-246-0080-1.
36. ↑  Presidential Address W. H. D. Rouse Folklore, Vol. 18, No. 1 (Mar., 1907), pp. 12-23: "King of the Gods is Sakka, or Indra"
37. ↑  Wilkings 2001, 53쪽.
38. ↑  Alexander Stuart Murray (1891). 《Manual of Mythology: Greek and Roman, Norse, and Old German, Hindoo and Egyptian Mythology, 2nd Edition》. C. Scribner's sons. 329–331쪽.
39. ↑  Friedrich Max Müller (1897). 《Contributions to the Science of Mythology》. Longmans Green. 744–749쪽.
40. ↑  Janda, Michael (2000). 《Eleusis: Das Indogermanische Erbe der Mysterien》. Institut für Sprachwissenschaft der Universität Innsbruck. 261–262쪽. ISBN 978-3-85124-675-9.
41. ↑  von Dassow, Eva (2008). 《State and Society in the Late Bronze Age》. University Press of Maryland. 77, 85–86쪽. ISBN 978-1-934309-14-8.
42. ↑  Rapson, Edward James (1955). 《The Cambridge History of India》. Cambridge University Press. 320–321쪽. GGKEY:FP2CEFT2WJH.
43. 1 2  Müller, Friedrich Max (1897). 《Contributions to the Science of Mythology》. Longmans Green. 756–759쪽.
44. 1 2  Anthony 2007, 462쪽.
45. 1 2  Beckwith 2009, 32쪽.
46. ↑  Anthony 2007, 454-455쪽.
47. ↑  Anthony 2007, 454쪽.
48. ↑  Thieme, Paul (Oct–Dec 1960). 《The 'Aryan' gods of the Mitanni treaties》. 《Journal of the American Oriental Society》 80. 301–317쪽. doi:10.2307/595878. JSTOR 595878.
49. ↑  Jamison, Stephanie; Brereton, Joel (2020년 2월 23일). 《The Rigveda》. Oxford University Press. ISBN 978-0-19-063339-4.
50. 1 2  Daniélou, Alain (1991). 《The Myths and Gods of India: The classic work on Hindu polytheism from the Princeton Bollingen Series》. Inner Traditions. 110–111쪽. ISBN 978-0-89281-354-4.
51. ↑  Gopal, Madan (1990).  Gautam, K.S., 편집. 《India through the Ages》. Publication Division, Ministry of Information and Broadcasting, Government of India. 75쪽.
52. ↑  Masson-Oursel & Morin 1976, 326쪽.
53. ↑  Alain Daniélou (1991). 《The Myths and Gods of India: The Classic Work on Hindu Polytheism from the Princeton Bollingen Series》. Inner Traditions. 278쪽. ISBN 978-0-89281-354-4.
54. ↑  “Rig Veda 6.47.18 [English translation]”. 2021년 8월 27일.
55. 1 2 3 4  Alain Daniélou (1991). 《The Myths and Gods of India: The Classic Work on Hindu Polytheism from the Princeton Bollingen Series》. Inner Traditions. 106–107쪽. ISBN 978-0-89281-354-4.
56. ↑  ऋग्वेद: सूक्तं १.३२, 위키문헌 리그베다 산스크리트어 본문
57. ↑  Stephanie Jamison (2015). 《The Rigveda –– Earliest Religious Poetry of India》. Oxford University Press. 135쪽. ISBN 978-0-19-063339-4.
58. 1 2 3 4 5  Stephanie Jamison (2015). 《The Rigveda –– Earliest Religious Poetry of India》. Oxford University Press. 38–40쪽. ISBN 978-0-19-063339-4.
59. ↑  Oldenberg, Hermann (2004). 《Die Religion Des Veda》 [The Religion of the Veda] (독일어). 번역 Shrotri, Shridhar B. Motilal Banarsidass. 77쪽.
60. 1 2 3  Hervey De Witt Griswold (1971). 《The Religion of the Ṛigveda》. Motilal Banarsidass. 180–183 with footnotes쪽. ISBN 978-81-208-0745-7.
61. ↑  Arthur Berriedale Keith (1925). 《The Religion and Philosophy of the Veda and Upanishads》. Motilal Banarsidass. 93–94쪽. ISBN 978-81-208-0645-0.
62. ↑  Friedrich Max Müller (1897). 《Contributions to the Science of Mythology》. Longmans Green. 758쪽.
63. ↑  Friedrich Max Müller (1897). 《Contributions to the Science of Mythology》. Longmans Green. 757쪽.
64. ↑  Jan Gonda (1989). 《The Indra Hymns of the Ṛgveda》. Brill Archive. 4–5쪽. ISBN 90-04-09139-4.
65. ↑  Jan Gonda (1989). 《The Indra Hymns of the Ṛgveda》. Brill Archive. 12쪽. ISBN 90-04-09139-4.
66. ↑  Hervey De Witt Griswold (1971). 《The Religion of the Ṛigveda》. Motilal Banarsidass. 180, verse 1.32.15쪽. ISBN 978-81-208-0745-7.
67. ↑  Friedrich Max Müller (1897). 《Contributions to the Science of Mythology》. Longmans Green. 827쪽.
68. ↑  Müller, Friedrich Max (1897). 《Contributions to the Science of Mythology》. Longmans Green. 828쪽.
69. 1 2  Gonda, Jan (1969). 《The Hindu trinity》. 《Anthropos》. 63–64. 212–226쪽. JSTOR 40457085.
70. ↑  White, David (2006). 《Kiss of the Yogini》. University of Chicago Press. 4, 29쪽. ISBN 978-0-226-89484-3.
71. 1 2  Jamison, Stephanie W. (2014). 《The Rigveda: Earliest religious poetry of India》. Oxford University Press. 39, 582쪽. ISBN 978-0-19-937018-4.
72. 1 2 3  Dalal, Roshen (2010). 《Hinduism: An Alphabetical Guide》. Penguin Books India. 164–165쪽. ISBN 978-0-14-341421-6.
73. 1 2  Jordan, Michael (2014년 5월 14일). 《Dictionary of Gods and Goddesses》 (영어). Infobase Publishing. ISBN 978-1-4381-0985-5.
74. ↑  Kinsley, David (1988). 《Hindu Goddesses: Visions of the divine feminine in the Hindu religious tradition》. University of California Press. 17–18쪽. ISBN 978-0-520-90883-3.
75. ↑  Griffith, R.T.H., 편집. (1920). 《The Hymns of the Rigveda》. Benares, IN: E.J. Lazarus and Co.
76. 1 2 3  Hume, Robert (1921). 〈verses 1.1.1, and 1.3.13-.3.14〉. 《The Thirteen Principal Upanishads》. Oxford University Press. 294–298 with footnotes쪽.
77. 1 2 3  Deussen, Paul (1997). 《A Sixty Upanishads Of the Veda》 1. Motilal Banarsidass. 15–18쪽. ISBN 978-81-208-0430-2.
78. ↑  Bronkhorst, Johannes (2007). 《Greater Magadha: Studies in the culture of early India》. BRILL. 128쪽. ISBN 978-90-04-15719-4.
79. ↑  Olivelle, Patrick (1998). 《The Early Upanishads: Annotated text and translation》. Oxford University Press. 20쪽. ISBN 978-0-19-535242-9.
80. ↑  Mani, Vettam (1975). 《Purāṇic Encyclopaedia: A Comprehensive Dictionary with Special Reference to the Epic and Purāṇic Literature》. Motilal Banarsidass. 318쪽. ISBN 978-81-208-0597--2.
81. ↑  Daniélou, Alain (December 1991). 《The Myths and Gods of India: The Classic Work on Hindu Polytheism from the Princeton Bollingen Series》 (영어). Inner Traditions / Bear & Co. 109쪽. ISBN 978-0-89281-354-4.
82. ↑  Dowson, John (2013년 11월 5일). 《A Classical Dictionary of Hindu Mythology and Religion, Geography, History and Literature》 (영어). Routledge. 205쪽. ISBN 978-1-136-39029-6.
83. ↑  Söhnen, Renate (February 1991). 《Indra and Women》. 《Bulletin of the School of Oriental and African Studies》 (영어) 54. 68–74쪽. doi:10.1017/S0041977X00009617. ISSN 1474-0699. S2CID 162225024.
84. ↑  S Krishnamoorthy (2011). 《Silappadikaram》. Bharathi Puthakalayam.
85. ↑  S Krishnamoorthy (2011). 《Silappadikaram》. Bharathi Puthakalayam. 31–36쪽.
86. ↑  P. S. Sundaram (1987). 《Kural (Tiruvalluvar)》. Penguin Books. 21,159쪽. ISBN 978-93-5118-015-9.
87. ↑  S. N. Kandasamy (2017). 《திருக்குறள்: ஆய்வுத் தெளிவுரை (அறத்துப்பால்) [Tirukkural: Research commentary: Book of Aram]》. Chennai: Manivasagar Padhippagam. 42–43쪽.
88. ↑  Bezhan, Frud (2017년 4월 19일). “Pakistan's Forgotten Pagans Get Their Due”. 자유유럽방송. 2017년 7월 11일에 확인함. About half of the Kalash practice a form of ancient Hinduism infused with old pagan and animist beliefs.
89. 1 2  Barrington, Nicholas; Kendrick, Joseph T.; Schlagintweit, Reinhard (2006년 4월 18일). 《A Passage to Nuristan: Exploring the mysterious Afghan hinterland》. I.B. Tauris. 111쪽. ISBN 978-1-84511-175-5.
90. 1 2  Weiss, Mitch; Maurer, Kevin (2012년 12월 31일). 《No Way Out: A story of valor in the mountains of Afghanistan》. Berkley Caliber. 299쪽. ISBN 978-0-425-25340-3.
91. ↑  Ghai, Rajat (2014년 2월 17일). “Save the Kalash!”. 《Business Standard India》. 2021년 3월 8일에 확인함.
92. 1 2  Jamil, Kashif (2019년 8월 19일). “Uchal — a festival of shepherds and farmers of the Kalash tribe”. 《데일리 타임즈》 (영어). 2020년 1월 23일에 확인함.
93. 1 2  West, Barbara A. (2010년 5월 19일). 《Encyclopedia of the Peoples of Asia and Oceania》. 인포베이스 출판사. 357쪽. ISBN 978-1-4381-1913-7.
94. ↑  Witzel, M. (2004). 〈[Extract: Kalash religion] The Ṛgvedic religious system and its central Asian and Hindukush antecedents〉.   Griffiths, A.; Houben, J.E.M. 《The Vedas: Texts, language, and ritual》 (PDF). Groningen: Forsten. 581–636쪽. 2010년 8월 17일에 원본 문서 (PDF)에서 보존된 문서. 2022년 3월 11일에 확인함.
95. ↑  Trainor 2004, 62쪽.
96. 1 2  Fowler, Merv (1999). 《Buddhism: Beliefs and Practices》. Sussex Academic Press. 65쪽. ISBN 978-1-898723-66-0. 2016년 8월 31일에 원본 문서에서 보존된 문서.
97. ↑  Gowans, Christopher (2004). 《Philosophy of the Buddha: An Introduction》. Routledge. 169쪽. ISBN 978-1-134-46973-4.
98. ↑  Buswell, Robert E. Jr.; Lopez, Donald S. Jr. (2013). 《The Princeton Dictionary of Buddhism》. Princeton University Press. 230–231쪽. ISBN 978-1-4008-4805-8.
99. ↑  Poopongpan, Waraporn (2007). 《Thai kingship during the Ayutthaya period: A note on its divine aspects concerning Indra》. 《Silpakorn University International Journal》 7. 143–171쪽.
100. ↑  Holt, John Clifford; Kinnard, Jacob N.; Walters, Jonathan S. (2012). 《Constituting Communities: Theravada Buddhism and the religious cultures of south and southeast Asia》. State University of New York Press. 45–46, 57–64, 108쪽. ISBN 978-0-7914-8705-1.
101. ↑  Cowell & Davis 1969, 5, 21쪽.
102. ↑  Cowell & Davis 1969, 44쪽.
103. ↑  Cowell & Davis 1969, 71 footnote 1쪽.
104. ↑  Cowell & Davis 1969, 205쪽.
105. ↑  Robert E. Buswell Jr.; Donald S. Lopez Jr. (2013). 《The Princeton Dictionary of Buddhism》. Princeton University Press. 235쪽. ISBN 978-1-4008-4805-8.
106. ↑  Sanskrit: Rigveda 5.34, 위키문헌;
English Translation: Wilson, H.H. (1857). 《Rig-veda Sanhita: A collection of ancient Hindu hymns》. Trübner & Company. 288–291, 58–61쪽.
107. ↑  “Part 2 – Evening Chanting”. 《www.Watpasantidhamma.org》. 2019년 1월 19일에 원본 문서에서 보존된 문서. 2019년 1월 18일에 확인함.
108. 1 2  Lopez, Donald S. Jr. (2013). 《From Stone to Flesh: A short history of the Buddha》. University of Chicago Press. 37쪽. ISBN 978-0-226-49321-3.
109. ↑  Dobbins, K. Walton (March–June 1968). 《Two Gandhāran reliquaries》. 《East and West》 18. 151–162쪽. JSTOR 29755217.
110. ↑  인드라망 (책)#cite note-FOOTNOTEMalhotra20144-10
111. ↑  “Twelve heavenly deities (devas)”. 일본 나라: 나라 국립 박물관. 2016년 3월 4일에 원본 문서에서 보존된 문서. 2015년 12월 31일에 확인함.
112. ↑  Biswas, S. (2000). 《Art of Japan》. Northern. 184쪽. ISBN 978-81-7211-269-1.
113. ↑  Stutterheim, Willem Frederik;  외. (1995). 《Rāma-legends and Rāma-reliefs in Indonesia》. Abhinav Publications. xiv–xvi쪽. ISBN 978-81-7017-251-2. |pages=에 templatestyles stripmarker가 있음(위치 1) (도움말)
114. ↑  Snodgrass, A. (2007). 《The Symbolism of the Stupa, Motilal Banarsidass》. Motilal Banarsidass Publishers. 120–124, 298–300쪽. ISBN 978-81-208-0781-5.
115. ↑   กรุงเทพมหานคร [Bangkok]. 《Royal Institute Newsletter》 (태국어) 3. December 1993. Reproduced in กรุงเทพมหานคร [Krung Thep Mahanakhon] (태국어). 2014년 12월 6일에 원본 문서에서 보존된 문서. 2012년 9월 12일에 확인함.
116. ↑  Goswamy 2014, 245쪽.
117. 1 2 3  Owen, Lisa (2012). 《Carving Devotion in the Jain Caves at Ellora》. BRILL Academic. 25–28, 29–33쪽. ISBN 978-90-04-20629-8.
118. ↑  von Glasenapp, Helmuth (1999). 《Jainism: An Indian religion of salvation》. Motilal Banarsidass. 268–269쪽. ISBN 978-81-208-1376-2.
119. ↑  Yarshater, Ehsan (2000). 〈Iranian National History〉. 《The Cambridge History of Iran》. 3 (1). 케임브리지 대학교 출판부. 348쪽. ISBN 978-0-521-20092-9.
120. 1 2  Malandra, W. W. (2004). 〈Indra〉.   Yarshater, Ehsan. 《Encyclopædia Iranica, Online Edition》. Encyclopædia Iranica Foundation. 2024년 4월 14일에 확인함.

## 서지
- Mani, Vettam (2015년 1월 1일). 《Puranic Encyclopedia: A comprehensive work with special reference to the epic and puranic literature》 (영어). Motilal Banarsidass. ISBN 978-81-208-0597-2.
- Goswamy, B.N. (2014). 《The Spirit of Indian Painting: Close encounters with 100 great works 1100-1900》. 펭귄 북스. ISBN 978-0-670-08657-3.
- Anthony, David W. (2007). 《The Horse, the Wheel, and Language. How Bronze-Age riders from the Eurasian steppes shaped the modern world》. Princeton University Press.
- Beckwith, Christopher I. (2009). 《Empires of the Silk Road》. Princeton University Press.
- Cowell, E.B.; Davis, Francis A. (1969). 《Buddhist Mahayana Texts》. Courier Corporation. ISBN 978-0-486-25552-1.
- Wilkings, W.J. (2001). 《Hindu mythology, Vedic & Puranic》 reprint판. Elibron Classics. ISBN 978-0-7661-8881-5.  9 October 2014에 원본 문서에서 보존된 문서. Reprint of original Thaker, Spink & Co., Calcutta, IN
- Masson-Oursel, P.; Morin, Louise (1976). 〈Indian Mythology〉. 《New Larousse Encyclopedia of Mythology》. New York, NY: The Hamlyn Publishing Group. 325–359쪽.
- Janda, M., Eleusis, das indogermanische Erbe der Mysterien (1998).
- Trainor, Kevin (2004). 《Buddhism: The Illustrated Guide》. Oxford University Press. ISBN 978-0-19-517398-7.